# Двадцять доларів США

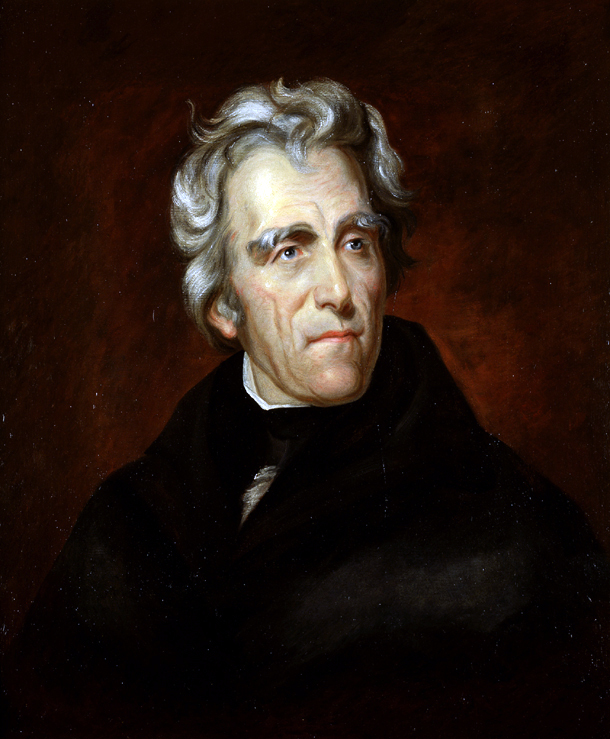
Портрет Джексона, виконаний Томасом Саллі, який використовується на купюрі з 1928 року

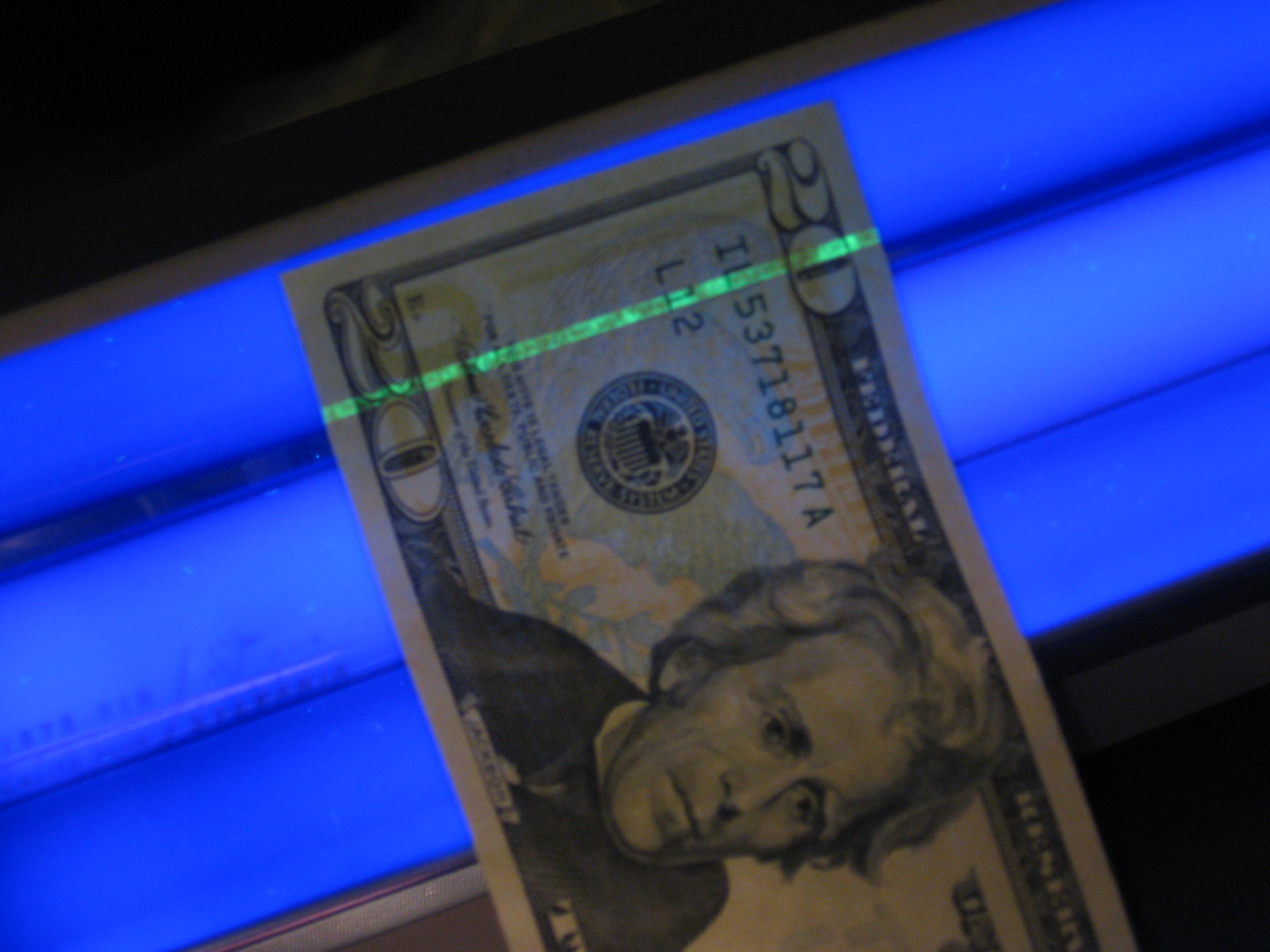
Захисна смужка на 20-доларовій банкноті світиться зеленим кольором під лампою чорного світла.

Двадцять доларів США — одна з найбільших банкнот США (після 100 і 50 доларів).
Випускається Федеральною резервною системою США. На аверсі банкноти зображений 7-й президент США Ендрю Джексон, на реверсі — фасад Білого дому зі сторони 16-ї авеню. Станом на 2013 рік в обігу банкноти серій 1996—2009 років.
Середній термін служби банкноти становить 25 місяців, після чого вона, як правило, стає надто зношеною і знищується. 11 % всіх банкнот США, віддрукованих у 2009 році, склали 20-доларові купюри.

## Зовнішній вигляд
Розмір банкноти: 155,956 мм на 66,294 мм:
- На лицевій стороні банкноти зображений 7-й президент США ірландського походження Ендрю Джексон. Ендрю Джексон був одним із засновників Демократичної партії.
- На зворотній стороні зображена офіційна резиденція президента США Білий дім.

Варіанти банкнот
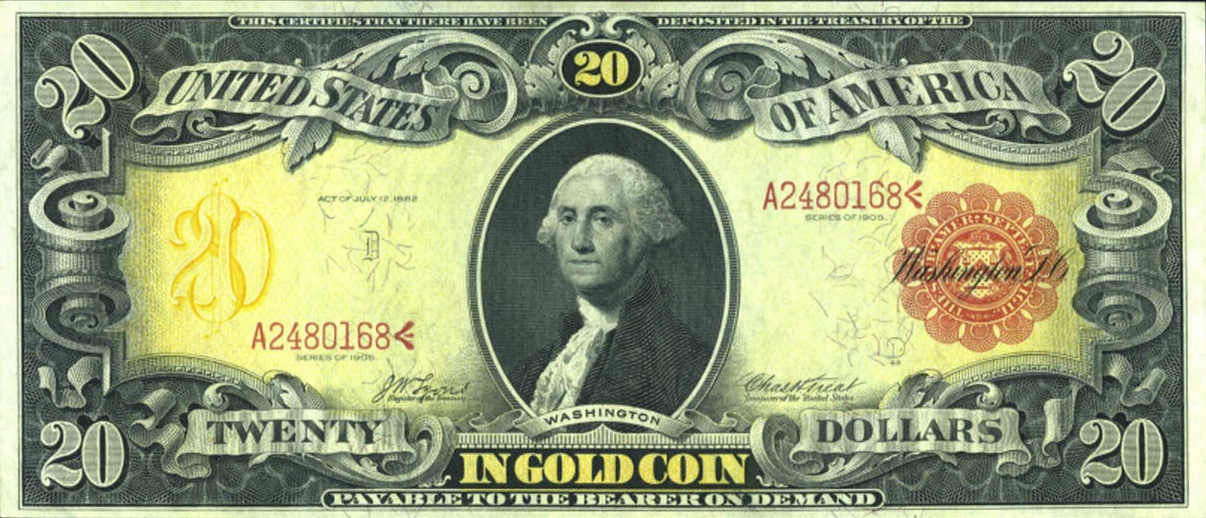
1905 рік
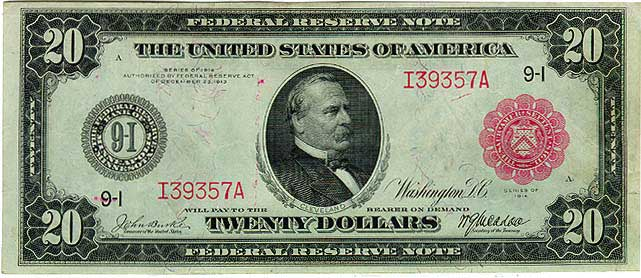
1914 рік
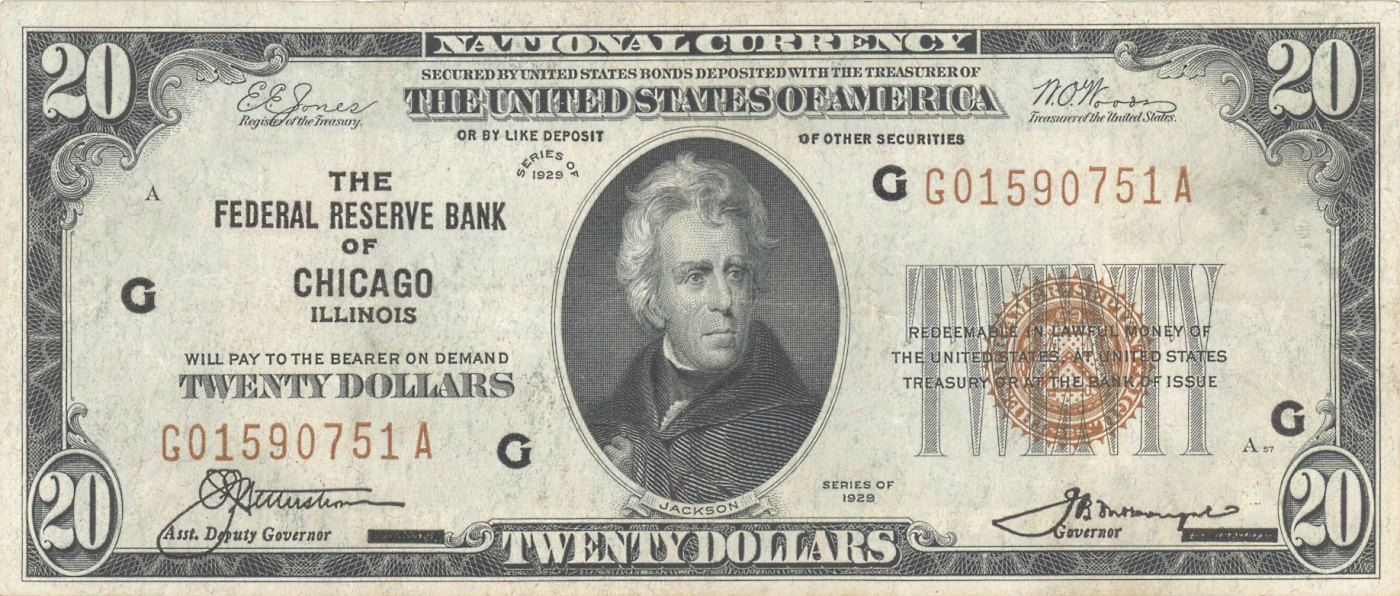
1929 рік
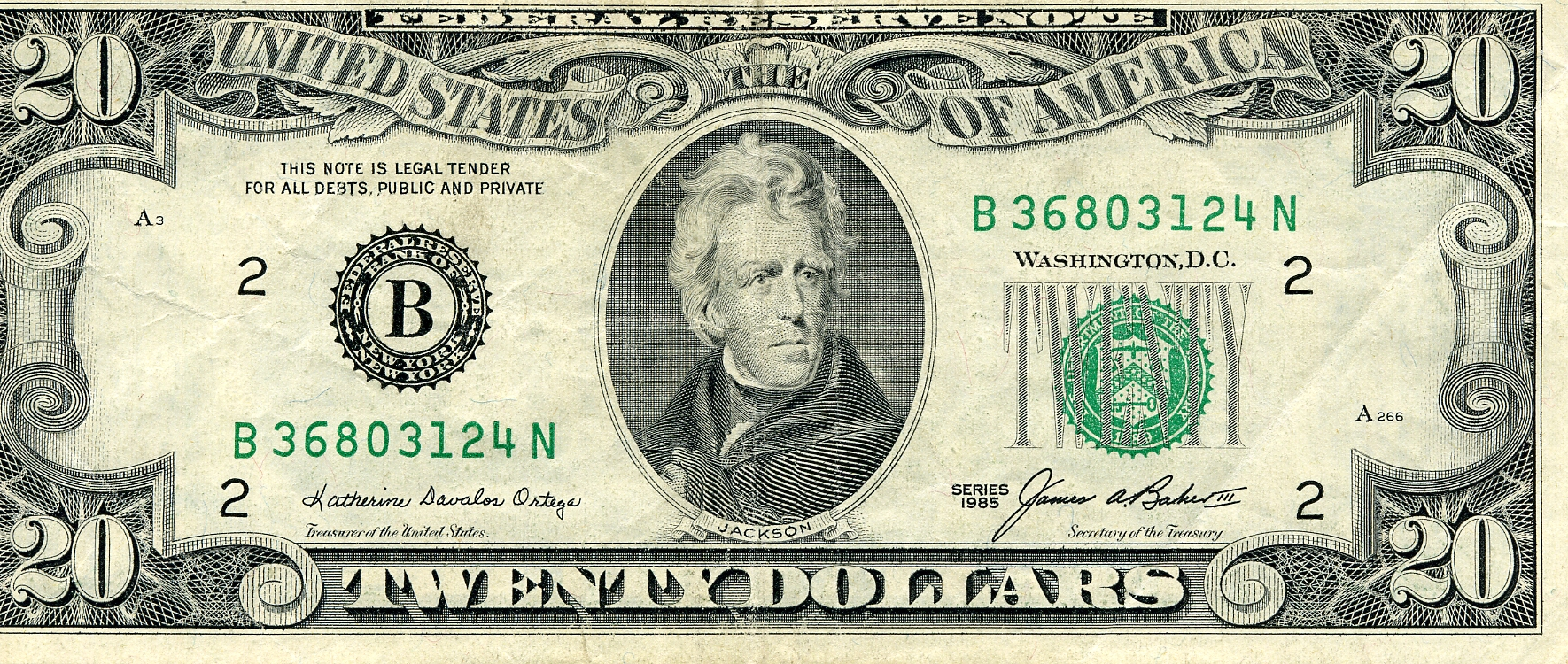
1985 рік
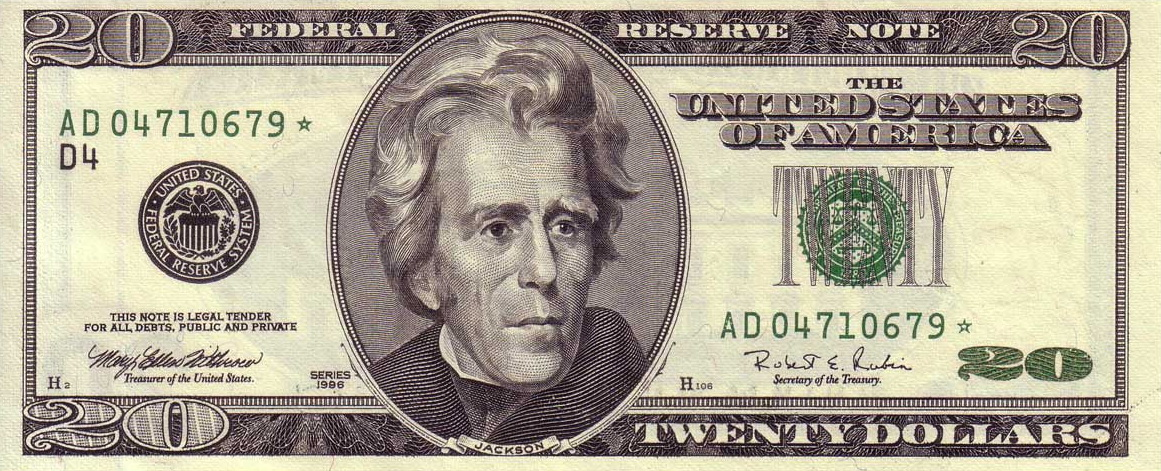
1996 рік
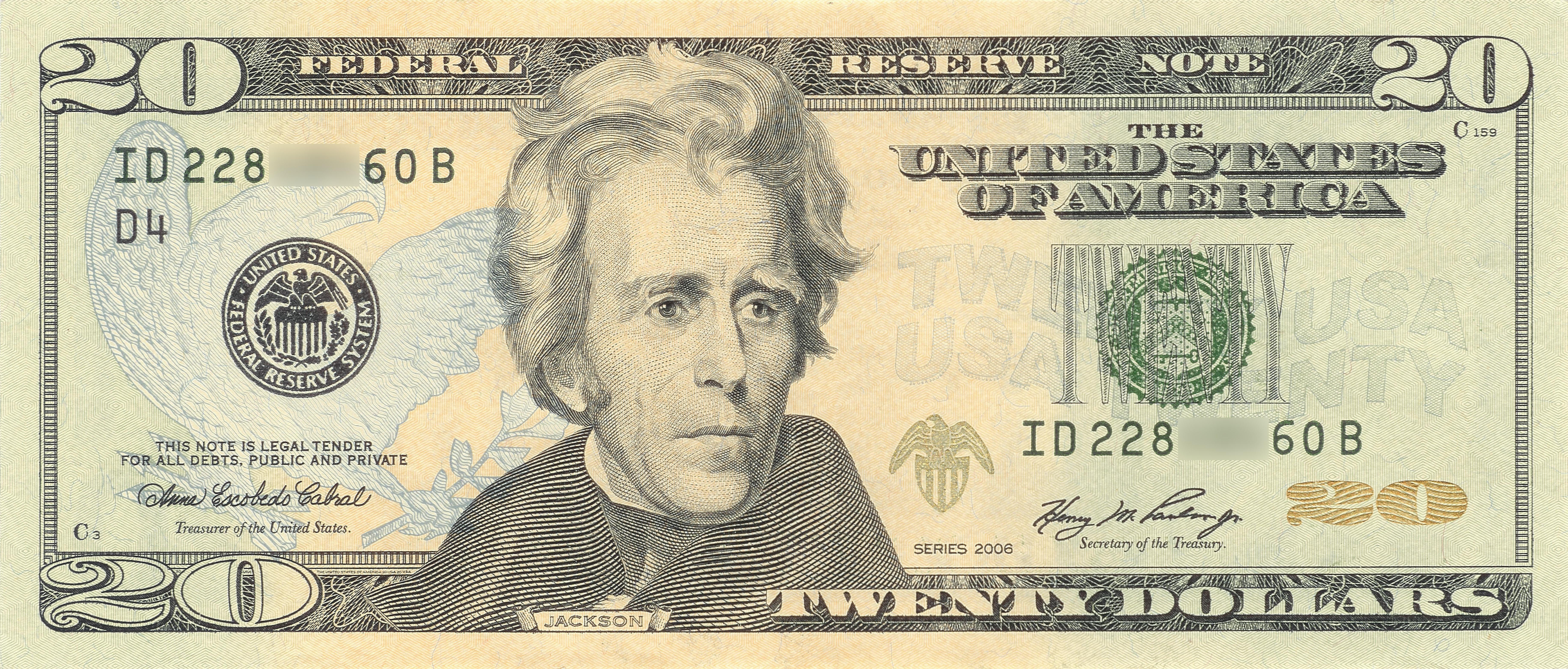
2006 рік

## Історія

### До створенняФедеральної резервної системи
- 1861 — поява 20-доларової купюри. Це була Demand Note із зображенням богині Свободи, яка тримає щит і меч, на лицевій стороні та абстрактним зеленим фоном на звороті.
- 1862 — перша повноцінна 20-доларова банкнота.
- 1863 — перший золотий сертифікат номіналом 20 доларів у вигляді банкноти. На аверсі був зображений орел, на реверсі — золота монета в 20 доларів в оточенні абстрактних візерунків. Загальний колір реверсу — помаранчевий.
- 1865 — випущено 20 доларів у чорно-зелених тонах із зображенням Лексінгтоні і Покахонтас.
- 1869 — випущено 20 доларів із зображенням Олександра Гамільтона та богині Вікторії, яка тримає щит і меч, на лицьовій стороні. Зворотна сторона зелена.
- 1878 — перший срібний сертифікат номіналом 20 доларів у вигляді банкноти. На аверсі був зображений Стівен Декейтер. Зворотна сторона чорна.
- 1882 — нова варіація золотого сертифіката із зображенням Джеймса Гарфілда на лицьовій стороні і орла на звороті. Загальний колір реверсу — помаранчевий. У тому ж році оновлена банкнота: лицьова сторона залишилася без змін, а зворотна друкується в коричневому кольорі.
- 1886 — нова варіація срібного сертифіката із зображенням Деніела Меннінга на аверсі.
- 1890 — випущено 20 доларів із зображенням Джона Маршалла на лицьовій стороні. Зворотна сторона у двох варіаціях, обидві з яких абстрактні візерунки.
- 1902 — випущено 20 доларів із зображенням Х'ю Маккалоха на лицьовій стороні.
- 1905 — нова варіація золотого сертифіката із зображенням Джорджа Вашингтона на лицьовій стороні. Загальний колір реверсу — помаранчевий.

### Після створення Федеральної резервної системи
- 1914 — випущено великорозмірні (Large-sized note) 20 доларів із зображенням Гровера Клівленда на лицьовій стороні, на звороті зображено локомотив і пароплав.
- 1928 — випущено 20 доларів стандартного розміру із зображенням Ендрю Джексона на лицьовій стороні та Білого дому на звороті. У такому вигляді, з невеликими змінами, 20-доларова купюра друкується й досі. Купюра вільно конвертується в срібло і золото.
- 1934 — у зв'язку з відміною США золотого стандарту купюра конвертується тільки в срібло.
- 1942 — випущено 20 доларів з великим написом «ГАВАЇ» на обох сторонах. Номери купюр — коричневі. Призначені для використання тільки на Гаваях, вважаються недійсними у випадку японського вторгнення.
- 1948 — трохи змінено зображення Білого дому у зв'язку з тим, що він сам змінився за минулі десятиліття. Збільшено розмір дерев.
- 1950 — зменшено в розмірах і переоформлено номери купюр.
- 1963 — напис Redeemable in Lawful Money замінена на «In God We Trust'».
- 1969 — на 20-доларовій банкноті, як і на всіх інших купюрах США, з'явилася нова печатка Федеральної резервної системи.
- 1977 — змінено оформлення серійних номерів.
- 1990 — посилено захист купюри від підробки, зокрема, з'явилися мікродрук навколо портрета Ендрю Джексона і пластикова смужка всередині паперу.
- 1998 — дизайн банкноти: Білий дім намальований іншою стороною, портрет Ендрю Джексона помітно збільшений в розмірах. Посилено захист купюри від підробки, зокрема, з'явилися фарби, що змінюють колір, додано мікродруковані елементи й водяні знаки.
- 2003 — дизайн банкноти: забрано овальні рамки навколо зображень Білого дому і Джексона. З'явилося Сузір'я Евріона, яке не допускає копіювання банкноти. На купюрах з'явилися підписи Розаріо Марін і Джона Сноу.

## Ендрю Джексон на купюрі
Достовірного пояснення, чому в 1928 році портрет Гровера Клівленда був замінений на 20-доларовій банкноті на портрет Ендрю Джексона, немає. Сам факт появи Джексона на купюрі досить іронічний: відомо, що Ендрю Джексон, будучи президентом, був противником Банку США, та й паперових грошей взагалі.
На межі XX—XXI століть деякі історики та політологи висловлюють невдоволення зображенням Джексона на купюрі у зв'язку з тим, що він був відомий своїм вкрай негативним ставленням до корінних американців. Зокрема, про це говорив Говард Зінн у своїй книзі A People's History of the United States і Рон Пол. Зараз обговорюється можливість замінити зображення на 20 доларах на портрет Гаррієт Табмен. Цей проект схвально сприймають як захисники прав чорношкірих так і феміністки.

## Диявольський кіт на купюрі
У 2017 році доктор філософії в галузі економіки доцент кафедри фінансів Національного університету кораблебудування Зінченко Андрій Ігорович вивчаючи реверс ноти федерального резерву США зразка 1993 року номіналом двадцять доларів звернув увагу, що на даху Білого Дому вбачається чіткий силует чорного кота із піднятим догори хвостом. Офіційного тлумачення наявності профілю кота на Білому Домі у Вашингтоні О. К., що зображений на 20 доларах США — нема. Згадок у досяжній профільній літературі чи в мережі також. Випадково потрапити до дизайнерського рішення такий елемент не міг. Єдиний зв'язок чорного кота та Білого Дому — легенда про диявольського кота . Вочевидь таким чином легенда набула увічнення на грошах.